# Sony Chemicals Corporation

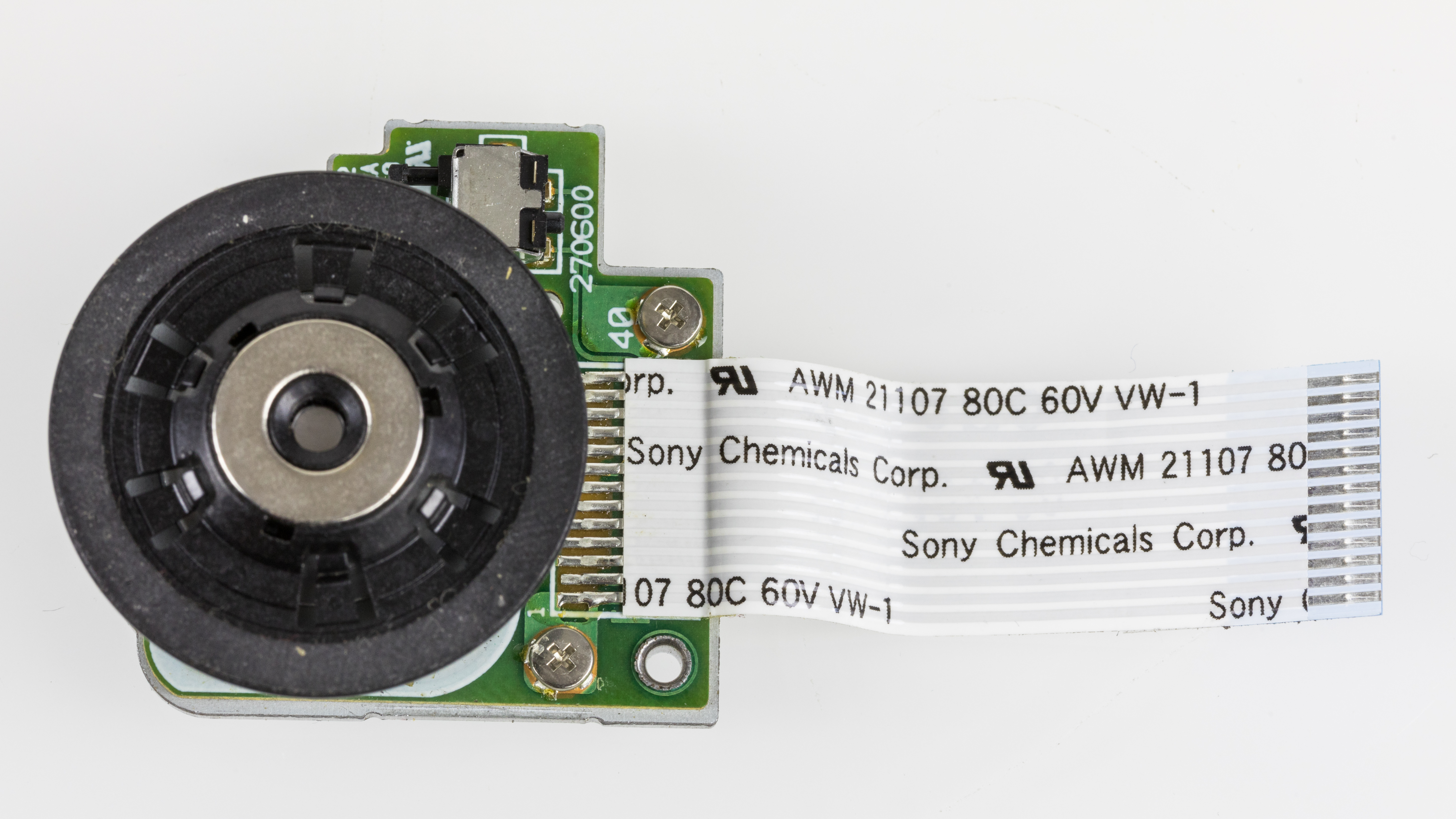
Made by Sony Chemicals

Sony Chemicals Corporation (ソニーケミカル株式会社, Sonī Kemikaru Kabushiki-gaisha) is een Japans bedrijf. Het is volledig in handen van Sony Corporation. Het werd in maart 1962 opgericht voor het vervaardigen van industriële chemische producten. Tot de eerste producten behoorde koperfolie, dat nodig was voor de toen opkomende printplaattechnologie. Het bedrijf vervaardigt onder andere magneetband, elektronische materialen en componenten en bevestigingsmaterialen. In 1989 werd een vestiging in Amerika geopend, in de jaren 90 volgden vestigingen in Singapore (1990), Nederland (1992) en China (1994) en Indonesië (1997).